# Ficus christianii
Ficus christianii är en mullbärsväxtart som beskrevs av J.P.P. Carauta. Ficus christianii ingår i släktet fikonsläktet, och familjen mullbärsväxter. Inga underarter finns listade i Catalogue of Life.